# Maracaná (Río de Janeiro)
Maracaná (del portugués: Maracanã) es un barrio carioca exclusivo de 25 256 habitantes, situado en la región administrativa IX —Vila Isabel— de la subprefectura del Grande Tijuca del municipio y ciudad de Río de Janeiro, en el estado de Río de Janeiro, Brasil. 
Maracaná es uno de los siete barrios tradicionales que son administrados por la subprefectura del Grande Tijuca, mientras que otros 64 distritos pertenecen a la subprefectura de la Zona Norte. Su índice de desarrollo humano era 0,944 en el año 2000, el segundo entre los 86 distritos de la Zona Norte, sólo superado por Jardim Guanabara.
Limita con los barrios de San Cristóbal, Mangueira, Praça da Bandeira, São Francisco Xavier, Tijuca y Vila Isabel.